# Chiesa di San Paolo della Croce (Porto Ercole)
La chiesa di San Paolo della Croce è un edificio sacro situato a Porto Ercole, nel comune di Monte Argentario.
Costruita nel 1966, su  progetto dell'ingegnere e architetto Mario Luzzetti, vi è custodito un importante dipinto cinquecentesco raffigurante San Giovanni Battista nel deserto, donato nel 1957 alla parrocchia di Porto Ercole dalla famiglia Cornaggia Medici Castiglioni in memoria del figlio. L'opera, già in passato attribuita a Girolamo da Carpi, è stata poi ascritta al pittore lombardo Lorenzo Leonbruno.